# 周波 (1956年)
周波（1956年—），男，汉族，广东海丰人，中华人民共和国政治人物，中国共产党党员。中山大学政治经济学专业毕业。

## 生平
周波曾担任国务院港澳事务办公室副主任、党组成员。2013年，当选第十二届全国人民代表大会广东地区代表。2016年12月，不再担任国务院港澳事务办公室副主任。